# Équipe de France masculine de handball au Championnat du monde 2009
L'équipe de France masculine de handball participe à ses 13e Championnat du monde lors de cette édition 2009 qui se tient en Croatie du 16 janvier au 1er février 2009
La France débute bien son tournoi en terminant première de son groupe devant la Slovaquie, la Hongrie, la Roumanie, l'Argentine et l'Australie.
Elle finit cependant deuxième du tour principal, puisque déjà qualifiée pour les demi-finales, elle fait tourner son effectif et perd un match sans enjeu face à la Croatie. Elle affronte le Danemark en demi-finale et se qualifie facilement 27 à 22 pour la finale. À la suite de plusieurs blessures, notamment celle de Didier Dinart, Joël Abati est rappelé en équipe de France.
Le dimanche 1er février 2009, l'équipe de France remporte la finale face à la Croatie qui joue à domicile, après un match très serré dans une ambiance survoltée devant près de 15 000 spectateurs. « Les Experts » font la différence dans les dix dernières minutes, pour achever le match avec cinq buts d'avance (24-19). Ils entrent dans l'histoire en réalisant le doublé JO 2008 – championnat du monde 2009 en moins de six mois.

## Qualifications
La France a obtenu sa qualification grâce à troisième place lors du  Championnat d'Europe 2008.

## Matchs de préparation
| No | Date            | Lieu               | Adversaire | Score     | Compétition  | Événement              | Rapport          |
| -- | --------------- | ------------------ | ---------- | --------- | ------------ | ---------------------- | ---------------- |
| 1  | 10 janvier 2009 | Bercy Arena, Paris | Algérie    | G 34 - 18 | Match amical | Tournoi de Paris-Bercy | Article Handzone |
| 2  | 11 janvier 2009 | Bercy Arena, Paris | Russie     | G 32 - 30 | Match amical | Tournoi de Paris-Bercy | Article Handzone |

Lors du tournoi de Bercy, on voit apparaître de nouveaux joueurs comme Xavier Barachet ou Grégoire Detrez, ainsi que le retour de Guillaume Joli, Franck Junillon ou Sébastien Bosquet. 

## Effectif
La liste des joueurs sélectionnés pour participer au Championnat du monde est annoncée à la mi-temps du match face à la Russie lors tournoi de Bercy, :
À noter que Olivier Girault et Cédric Burdet ont mis un terme à leur carrière internationale après les Jeux olympiques.

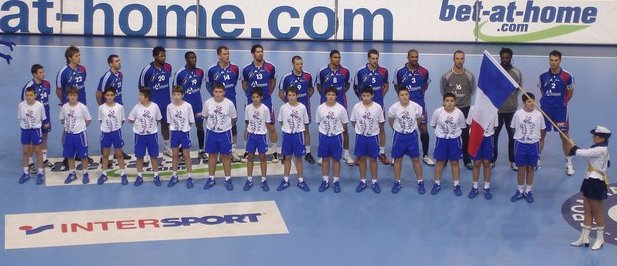
L'équipe de France lors du match face à la Hongrie.

L'équipe de France lors de la compétition.
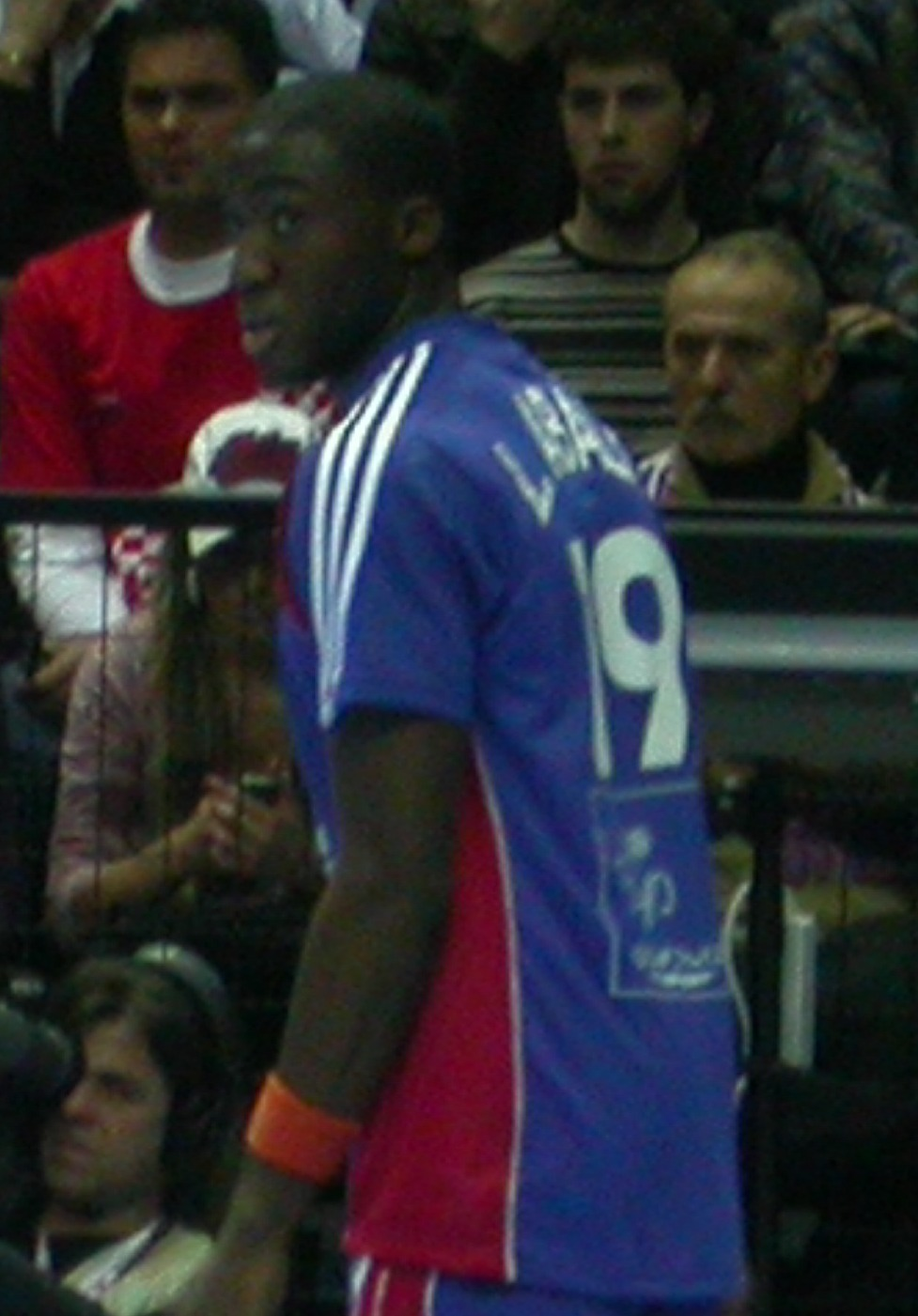
Luc Abalo
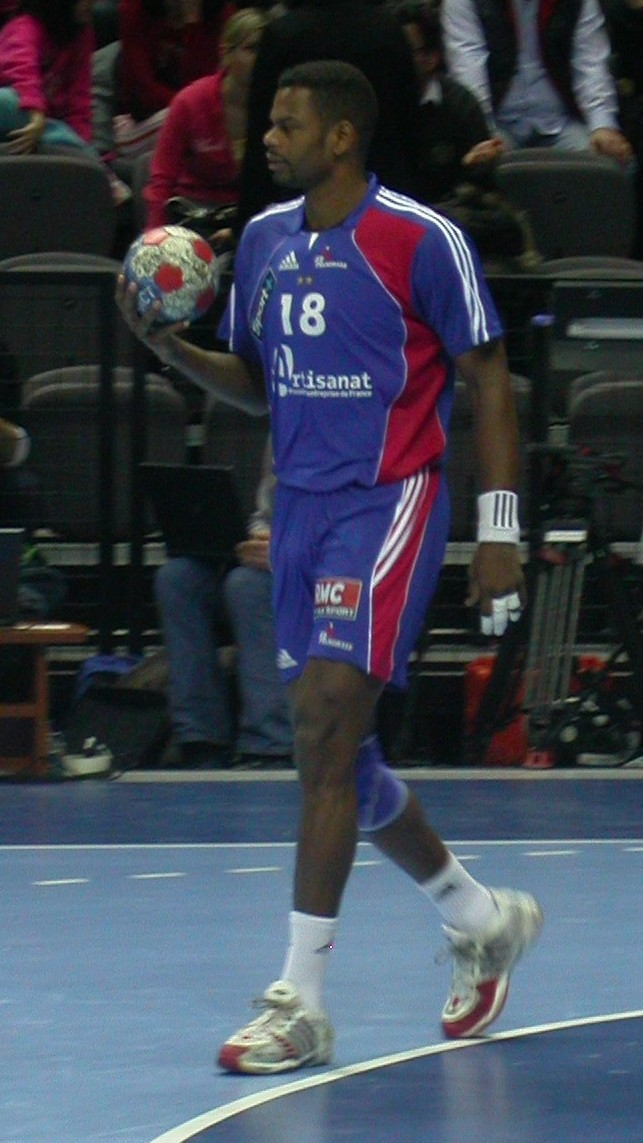
Joël Abati
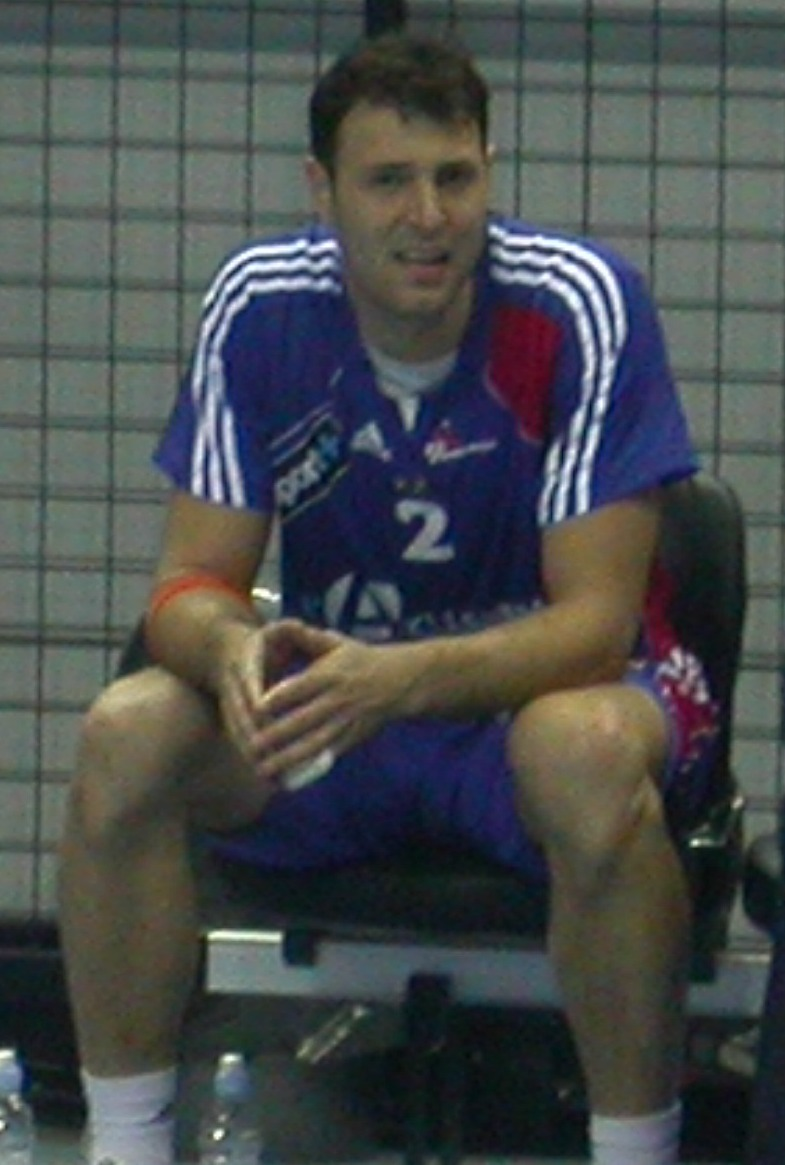
Jérôme Fernandez
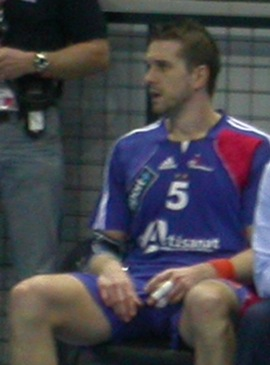
Guillaume Gille
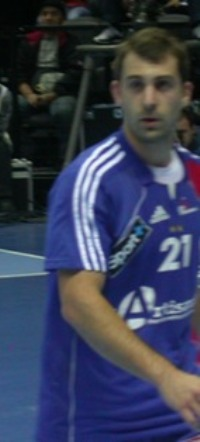
M. Guigou
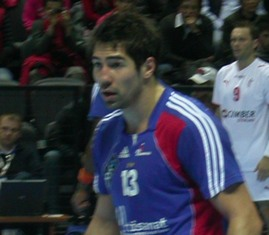
Nikola Karabatic
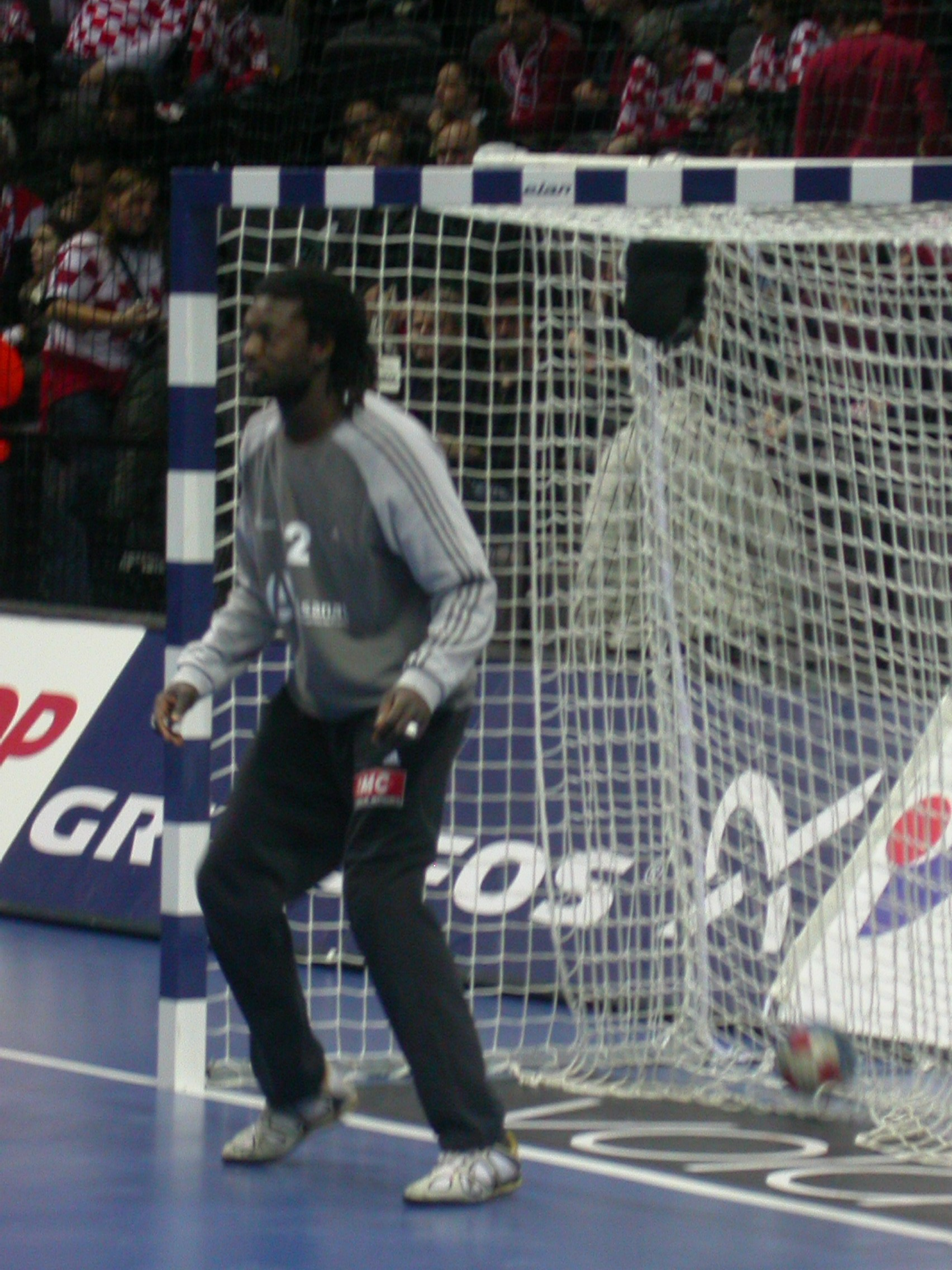
Daouda Karaboué
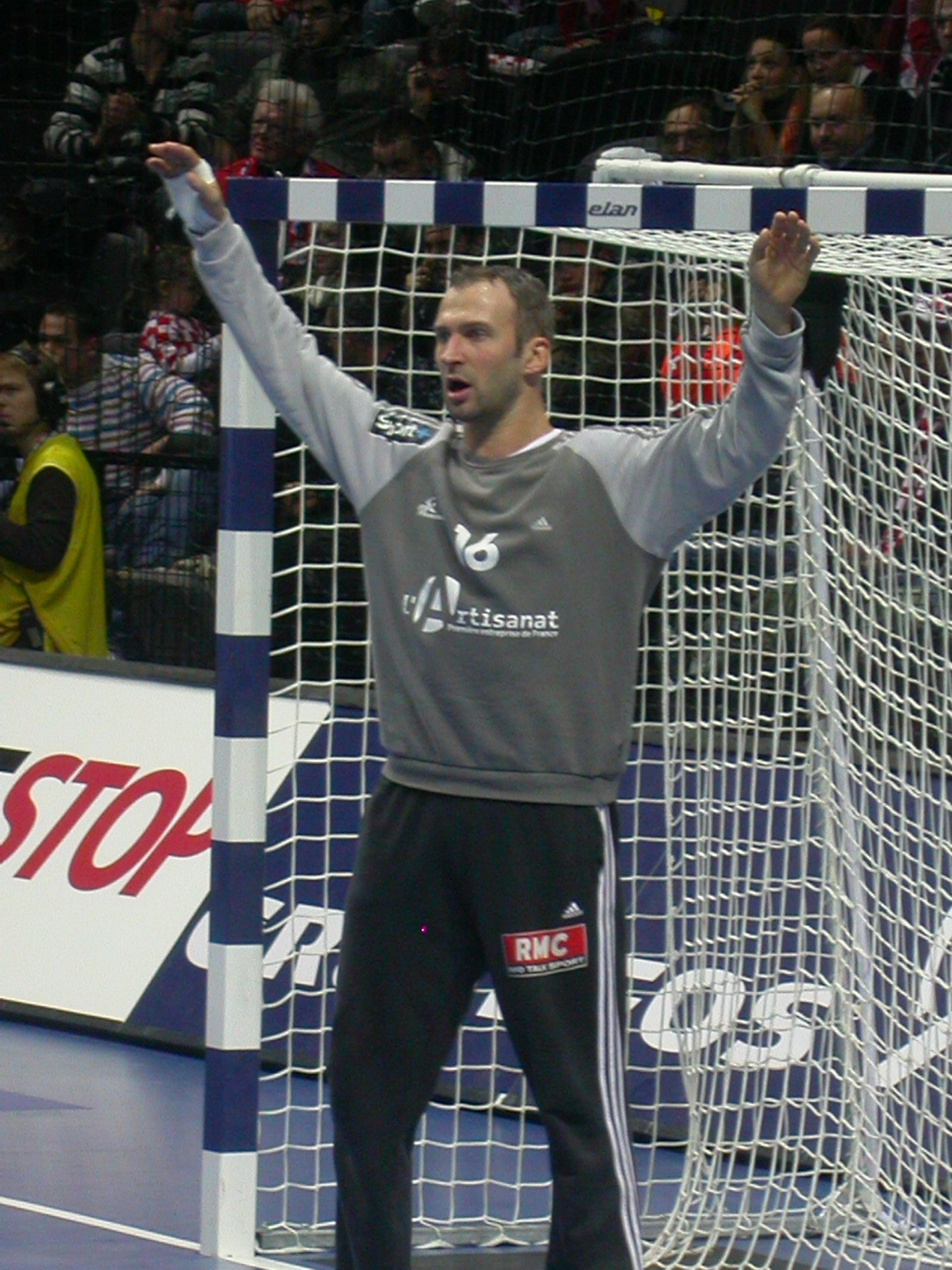
Thierry Omeyer
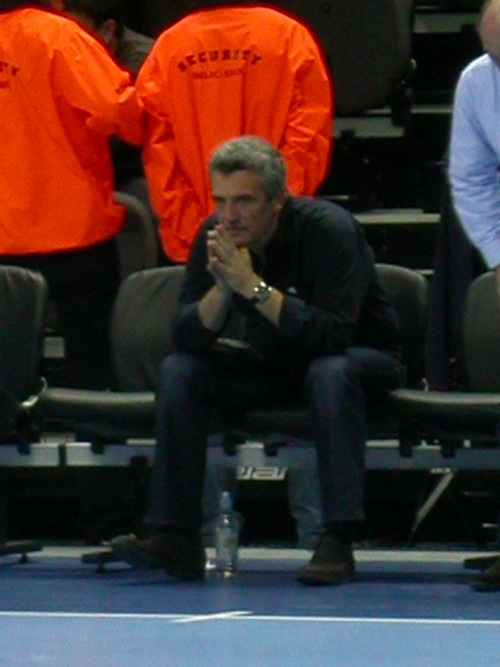
Claude Onesta

## Résultats

### Phase de groupe
|    | Équipe    | Pts | J | G | N | P | Bp  | Bc  | Diff |
| -- | --------- | --- | - | - | - | - | --- | --- | ---- |
| 1  | France    | 10  | 5 | 5 | 0 | 0 | 168 | 106 | 62   |
| 2* | Slovaquie | 7   | 5 | 3 | 1 | 1 | 152 | 119 | 33   |
| 3* | Hongrie   | 7   | 5 | 3 | 1 | 1 | 148 | 115 | 33   |
| 4  | Roumanie  | 4   | 5 | 2 | 0 | 3 | 141 | 135 | 6    |
| 5  | Argentine | 2   | 5 | 1 | 0 | 4 | 133 | 137 | -4   |
| 6  | Australie | 0   | 5 | 0 | 0 | 5 | 76  | 206 | -130 |

| 17 janvier 20h30 | France    | 31 | 21 | Roumanie  |
| 18 janvier 19h00 | Argentine | 26 | 33 | France    |
| 19 janvier 19h30 | France    | 42 | 11 | Australie |
| 21 janvier 19h00 | Slovaquie | 26 | 35 | France    |
| 22 janvier 19h00 | France    | 27 | 22 | Hongrie   |

| 17 janvier 2009 20 h 30 CET | France                             | 31 - 21  | Roumanie               | Dvorana Gradski vrt, Osijek Affluence : 3 000 Arbitrage : Stanojević, Višekruna |
| 17 janvier 2009 20 h 30 CET | Nikola Karabatic, Michaël Guigou 7 | (12 - 9) | Laurențiu Mihai Toma 5 | Dvorana Gradski vrt, Osijek Affluence : 3 000 Arbitrage : Stanojević, Višekruna |
| 17 janvier 2009 20 h 30 CET | ×3                                 | Rapport  | ×3 ×2                  | Dvorana Gradski vrt, Osijek Affluence : 3 000 Arbitrage : Stanojević, Višekruna |

| 18 janvier 2009 19 h 00 CET | Argentine                          | 26 - 33   | France           | Dvorana Gradski vrt, Osijek Affluence : 2 500 Arbitrage : Gubica, Milošević |
| 18 janvier 2009 19 h 00 CET | Andres Kogovsek, Damian Migueles 5 | (15 - 19) | Michaël Guigou 7 | Dvorana Gradski vrt, Osijek Affluence : 2 500 Arbitrage : Gubica, Milošević |
| 18 janvier 2009 19 h 00 CET | ×3 ×2                              | Rapport   | ×3 ×1            | Dvorana Gradski vrt, Osijek Affluence : 2 500 Arbitrage : Gubica, Milošević |

| 19 janvier 2009 19 h 30 CET | France       | 42 - 11  | Australie        | Dvorana Gradski vrt, Osijek Affluence : 1 500 Arbitrage : Olesen, Pedersen |
| 19 janvier 2009 19 h 30 CET | Luc Abalo 10 | (20 - 3) | Tommy Fletcher 4 | Dvorana Gradski vrt, Osijek Affluence : 1 500 Arbitrage : Olesen, Pedersen |
| 19 janvier 2009 19 h 30 CET | ×2           | Rapport  | ×3 ×4            | Dvorana Gradski vrt, Osijek Affluence : 1 500 Arbitrage : Olesen, Pedersen |

| 21 janvier 2009 19 h 00 CET | Slovaquie       | 26 - 35  | France             | Dvorana Gradski vrt, Osijek Affluence : 2 500 Arbitrage : Karbaschi, Kolahdouzan |
| 21 janvier 2009 19 h 00 CET | Radoslav Antl 7 | (9 - 15) | Nikola Karabatic 9 | Dvorana Gradski vrt, Osijek Affluence : 2 500 Arbitrage : Karbaschi, Kolahdouzan |
| 21 janvier 2009 19 h 00 CET | ×2 ×7           | Rapport  | ×3 ×2              | Dvorana Gradski vrt, Osijek Affluence : 2 500 Arbitrage : Karbaschi, Kolahdouzan |

| 22 janvier 2009 19 h 00 CET | France                                                | 27 - 22  | Hongrie          | Dvorana Gradski vrt, Osijek Affluence : 3 500 Arbitrage : Stanojević, Višekruna |
| 22 janvier 2009 19 h 00 CET | Jérôme Fernandez, Nikola Karabatic, Daniel Narcisse 5 | (13 - 8) | Gyula Gál (en) 5 | Dvorana Gradski vrt, Osijek Affluence : 3 500 Arbitrage : Stanojević, Višekruna |
| 22 janvier 2009 19 h 00 CET | ×3                                                    | Rapport  | ×3 ×1            | Dvorana Gradski vrt, Osijek Affluence : 3 500 Arbitrage : Stanojević, Višekruna |

### Tour principal
|   | Équipe       | Pts | J | G | N | P | Bp  | Bc  | Diff |
| - | ------------ | --- | - | - | - | - | --- | --- | ---- |
| 1 | Croatie      | 10  | 5 | 5 | 0 | 0 | 137 | 118 | 19   |
| 2 | France       | 8   | 5 | 4 | 0 | 1 | 139 | 112 | 27   |
| 3 | Hongrie      | 5   | 5 | 2 | 1 | 2 | 127 | 135 | -8   |
| 4 | Suède        | 4   | 5 | 2 | 0 | 3 | 135 | 140 | -5   |
| 5 | Slovaquie    | 3   | 5 | 1 | 1 | 3 | 124 | 137 | -13  |
| 6 | Corée du Sud | 0   | 5 | 0 | 0 | 5 | 119 | 139 | -20  |

| rappel du tour préliminaire |              |    |    |         |
| 21 janvier 19h00            | Slovaquie    | 26 | 35 | France  |
| 22 janvier 19h00            | France       | 27 | 22 | Hongrie |
| 24 janvier 18h30            | France       | 28 | 21 | Suède   |
| 25 janvier 18h30            | Corée du Sud | 21 | 30 | France  |
| 27 janvier 20h30            | France       | 19 | 22 | Croatie |

| 24 janvier 2009 18 h 30 CET | France                             | 28 - 21   | Suède           | Arena Zagreb, Zagreb Affluence : 13 000 Arbitrage : Baum, Góralczyk |
| 24 janvier 2009 18 h 30 CET | Nikola Karabatic, Michaël Guigou 7 | (16 - 10) | Kim Andersson 5 | Arena Zagreb, Zagreb Affluence : 13 000 Arbitrage : Baum, Góralczyk |
| 24 janvier 2009 18 h 30 CET | ×2 ×3                              | Rapport   | ×3 ×1           | Arena Zagreb, Zagreb Affluence : 13 000 Arbitrage : Baum, Góralczyk |

| 25 janvier 2009 18 h 30 CET | Corée du Sud              | 21 - 30   | France                      | Arena Zagreb, Zagreb Affluence : 10 000 Arbitrage : Olesen, Pedersen |
| 25 janvier 2009 18 h 30 CET | Kim Tea-Wan, Oh Yun-Suk 5 | (15 - 15) | Luc Abalo, Michaël Guigou 5 | Arena Zagreb, Zagreb Affluence : 10 000 Arbitrage : Olesen, Pedersen |
| 25 janvier 2009 18 h 30 CET | ×3                        | Rapport   | ×3 ×4                       | Arena Zagreb, Zagreb Affluence : 10 000 Arbitrage : Olesen, Pedersen |

| 27 janvier 2009 20 h 30 CET | France            | 19 - 22  | Croatie     | Arena Zagreb, Zagreb Affluence : 15 000 Arbitrage : Baum, Góralczyk |
| 27 janvier 2009 20 h 30 CET | Franck Junillon 5 | (7 - 11) | Igor Vori 8 | Arena Zagreb, Zagreb Affluence : 15 000 Arbitrage : Baum, Góralczyk |
| 27 janvier 2009 20 h 30 CET | ×3 ×2             | Rapport  | ×3          | Arena Zagreb, Zagreb Affluence : 15 000 Arbitrage : Baum, Góralczyk |

### Demi-finale
| 30 janvier 2009 17 h 30 CET | Danemark                | 22 - 27   | France      | Spaladium Arena, Split Affluence : 11 000 Arbitrage : Gousko, Repkin |
| 30 janvier 2009 17 h 30 CET | Klavs Bruun Jørgensen 5 | (11 - 16) | Luc Abalo 7 | Spaladium Arena, Split Affluence : 11 000 Arbitrage : Gousko, Repkin |
| 30 janvier 2009 17 h 30 CET | ×3                      | Rapport   | ×2 ×1       | Spaladium Arena, Split Affluence : 11 000 Arbitrage : Gousko, Repkin |

### Finale
| 1er février 2009 17h00 (UTC) | France            | 24-19   | Croatie      | Arena Zagreb, Zagreb Affluence : 15 000 Arbitrage : Olsen, Pedersen |
| 1er février 2009 17h00 (UTC) | Michaël Guigou 10 | (11-12) | Ivan Čupić 6 | Arena Zagreb, Zagreb Affluence : 15 000 Arbitrage : Olsen, Pedersen |
| 1er février 2009 17h00 (UTC) | ×4 ×2             | Rapport | ×4 ×3 ×1     | Arena Zagreb, Zagreb Affluence : 15 000 Arbitrage : Olsen, Pedersen |

| France                     |                            |                            |                            |              |       |
|                            |                            |                            |                            |              |       |
| G                          | 12                         | Daouda Karaboué            | 0/1                        |              | 00:14 |
| G                          | 16                         | Thierry Omeyer             | 10/28                      |              | 59:46 |
| ARD                        | 2                          | Jérôme Fernandez           | 2/3                        | Carton jaune | 42:09 |
| P                          | 3                          | Didier Dinart              | 0/0                        | Suspension   | 33:19 |
| DC                         | 5                          | Guillaume Gille            | 0/1                        | Carton jaune | 45:00 |
| DC                         | 8                          | Daniel Narcisse            | 6/6                        |              | 21:48 |
| ARG                        | 13                         | Nikola Karabatic           | 2/5                        | Suspension   | 54:25 |
| P                          | 14                         | Christophe Kempé           | 0/0                        |              | 00:00 |
| ARG                        | 15                         | Franck Junillon            | 0/0                        |              | 00:00 |
| ALD                        | 18                         | Joël Abati                 | 0/0                        |              | 00:00 |
| ALD                        | 19                         | Luc Abalo                  | 2/4                        |              | 60:00 |
| P                          | 20                         | Cédric Sorhaindo           | 2/4                        |              | 43:19 |
| ALG                        | 21                         | Michaël Guigou             | 10/12                      | Carton jaune | 56:25 |
| ALG                        | 24                         | Sébastien Ostertag         | 0/1                        |              | 3:35  |
| Entraîneur : Claude Onesta | Entraîneur : Claude Onesta | Entraîneur : Claude Onesta | Entraîneur : Claude Onesta | Carton jaune |       |

| France | Statistiques   | Croatie |
| ------ | -------------- | ------- |
| 24/36  | Buts marqués   | 19/36   |
| 67%    | % réussite     | 53 %    |
| 7/7    | Jets de 7m     | 4/4     |
| 4 min  | Suspensions    | 6 min   |
| 4      | Cartons jaunes | 4       |
| 0      | Cartons rouges | 1       |
| 10/29  | Arrêts         | 7/31    |
| 34%    | % d'arrêts     | 22 %    |

| Croatie                  |                          |                          |                          |                                        |       |
|                          |                          |                          |                          |                                        |       |
| G                        | 1                        | Venio Losert             | 1/7                      |                                        | 9:07  |
| G                        | 25                       | Mirko Alilović           | 6/24                     |                                        | 50:53 |
| DC                       | 4                        | Ivano Balić              | 1/2                      |                                        | 18:34 |
| DC                       | 5                        | Domagoj Duvnjak          | 2/6                      |                                        | 41:10 |
| ARG                      | 6                        | Blaženko Lacković        | 4/7                      |                                        | 29:43 |
| ARD                      | 8                        | Marko Kopljar            | 0/0                      |                                        | 7:29  |
| P                        | 9                        | Igor Vori                | 2/2                      | Carton jaune · Carton rouge            | 58:28 |
| ARG                      | 10                       | Jakov Gojun              | 0/0                      |                                        | 13:45 |
| ALD                      | 13                       | Zlatko Horvat            | 0/0                      |                                        | 4:17  |
| ALG                      | 17                       | Goran Šprem              | 3/8                      |                                        | 48:00 |
| DC                       | 18                       | Denis Špoljarić          | 0/0                      |                                        | 5:23  |
| ARD                      | 19                       | Petar Metličić           | 1/5                      | Carton jaune · Suspension · Suspension | 40:10 |
| ARG                      | 24                       | Tonči Valčić             | 0/0                      | Suspension                             | 35:21 |
| ALD                      | 27                       | Ivan Čupić               | 6/6                      | Carton jaune                           | 57:40 |
| Entraîneur : Lino Červar | Entraîneur : Lino Červar | Entraîneur : Lino Červar | Entraîneur : Lino Červar | Carton jaune                           |       |

## Statistiques et récompenses

### Équipe-type
Trois joueurs français ont été retenus dans l'équipe type du championnat du monde :
- Meilleur gardien de but : Thierry Omeyer
- Meilleur ailier gauche : Michaël Guigou
- Meilleur demi-centre : Nikola Karabatic

### Buteurs
Un seul joueur français figure parmi les 10 meilleurs buteurs de la compétition : Michaël Guigou, 8e avec 52 buts marqués.
Les statistiques cumulées des joueurs français est :
| N° | Joueur             | Buts | Tirs | %      | Ch. | 7m | MJ | Moy. |
| -- | ------------------ | ---- | ---- | ------ | --- | -- | -- | ---- |
| 1  | Michaël Guigou     | 52   | 66   | 78,8 % | 28  | 24 | 10 | 5,2  |
| 2  | Luc Abalo          | 47   | 69   | 68,1 % | 43  | 4  | 10 | 4,7  |
| 3  | Nikola Karabatic   | 45   | 80   | 56,3 % | 45  | 0  | 10 | 4,5  |
| 4  | Jérôme Fernandez   | 37   | 56   | 66,1 % | 36  | 1  | 9  | 4,1  |
| 5  | Daniel Narcisse    | 28   | 52   | 53,8 % | 28  | 0  | 10 | 2,8  |
| 6  | Cédric Sorhaindo   | 24   | 33   | 72,7 % | 24  | 0  | 10 | 2,4  |
| 7  | Guillaume Gille    | 19   | 29   | 65,5 % | 19  | 0  | 10 | 1,9  |
| 8  | Franck Junillon    | 13   | 15   | 86,7 % | 13  | 0  | 8  | 1,6  |
| 9  | Guillaume Joli     | 10   | 21   | 47,6 % | 7   | 3  | 8  | 1,3  |
| 10 | Sébastien Bosquet  | 10   | 22   | 45,5 % | 10  | 0  | 8  | 1,3  |
| 11 | Christophe Kempé   | 4    | 8    | 50,0 % | 4   | 0  | 9  | 0,4  |
| 12 | Didier Dinart      | 4    | 5    | 80,0 % | 4   | 0  | 7  | 0,6  |
| 13 | Joël Abati         | 1    | 1    | 100 %  | 1   | 0  | 2  | 0,5  |
| 14 | Sébastien Ostertag | 1    | 5    | 20,0 % | 1   | 0  | 6  | 0,2  |
| 15 | Xavier Barachet    | 1    | 6    | 16,7 % | 1   | 0  | 2  | 0,5  |

### Gardiens de buts
Les deux gardiens français figurent parmi les 10 meilleurs gardiens de la compétition : Daouda Karaboué est 2e avec 41,4 % d'arrêts et Thierry Omeyer est 10e avec 37,3 %.
| N° | Nom             | %      | Arrêts | Tirs | MJ | Moy. |
| -- | --------------- | ------ | ------ | ---- | -- | ---- |
| 1  | Daouda Karaboué | 41,4 % | 41     | 99   | 10 | 4,1  |
| 2  | Thierry Omeyer  | 37,3 % | 91     | 244  | 10 | 9,1  |

## Navigation